# Burlington (Texas)
Burlington es un lugar designado por el censo ubicado en el condado de Milam en el estado estadounidense de Texas. En el Censo de 2020 tenía una población de 81 habitantes y una densidad poblacional de 7,78 habitantes por km². Fue incluido como CDP en el censo de 2020.

## Geografía
Burlington se encuentra ubicado en las coordenadas 31°1′0″N 97°0′0″O / 31.01667, -97.00000. Según la Oficina del Censo de los Estados Unidos,  tiene una superficie total de 10,41 km², todos correspondientes a tierra firme.